# 芸術世界

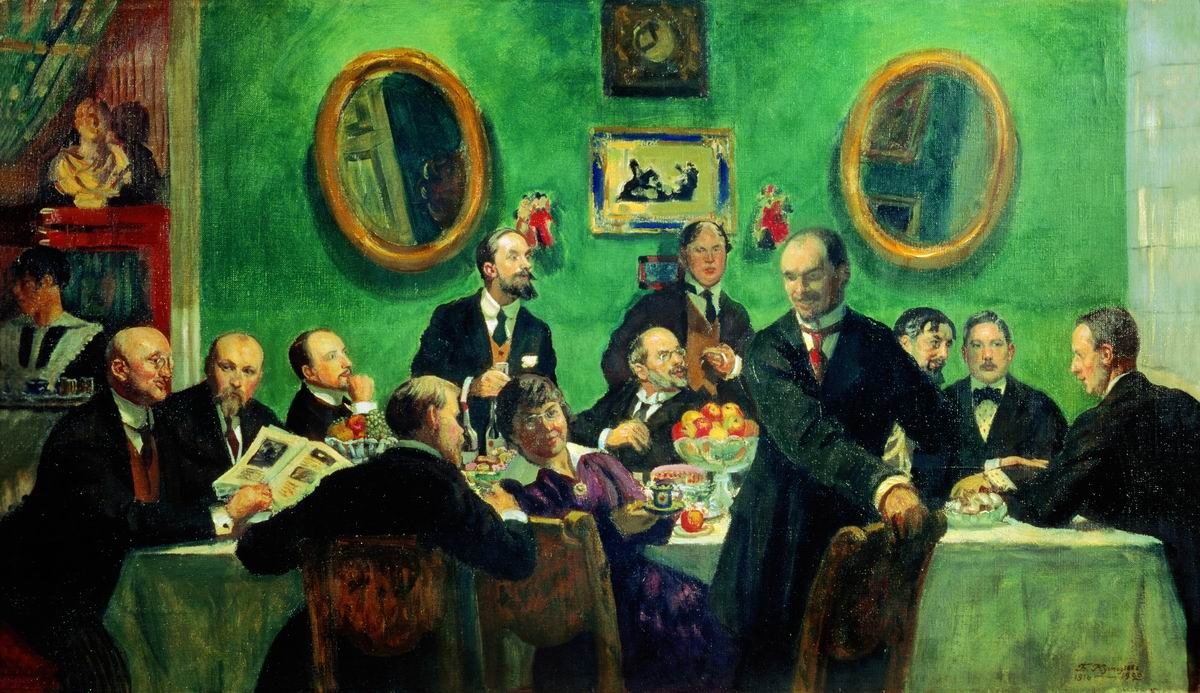
『芸術世界』の同人
(画)ボリス・クストーディエフ

『芸術世界』（げいじゅつせかい、ロシア語: Мир иску́сства, ラテン文字転写: Mir iskusstva（ミール・イスクーストヴァ））は、ロシアの美術雑誌。これが発端となって実現された芸術運動は、1900年代のヨーロッパ芸術を革新したロシアの文化人に、多大な影響を与えた。『芸術世界』の同人は、1909年から、パリで活動中のバレエ・リュス（ロシア・バレエ団）にも貢献した。皮肉なことに、ロシア以外でこの雑誌の現物を見た人はほとんどいない。

## 沿革
1899年に、アレクサンドル・ベノワ、レオン・バクスト、セルゲイ・ディアギレフの3者によってペテルブルクによって創刊される。移動派末期の美的水準の低さを攻撃し、芸術家の個性やアールヌーヴォーの原理を擁護することを目的とした。
この3者のほかに活躍した『芸術世界』の同人は、ムスティスラフ・ドブジンスキー、コンスタンティン・ソモフらがいる。『芸術世界』が企画した展覧会は、ミハイル・ヴルーベリやミハイル・ネステロフ、イサーク・レヴィタンらのロシア内外の著名な画家を魅了した。
1904年に『芸術世界』は、「ロシア美術家連盟」に一新され、公式には1910年まで、非公式には1924年まで活動を継続した。「美術家連盟」は、ワレンチン・セーロフ、コンスタンチン・コロヴィン、ボリス・クストーディエフ、ジナイーダ・セレブリャコワらの画家や、イヴァン・ビリビンらの挿絵画家、イーゴリ・グラーバリらの絵画修復家、セルゲイ・スデイキンやニコライ・レーリッヒらの舞台デザイナーが参加した。

## 美術作品
英国のラファエル前派に同じく、ベノワとその友人は、近代の産業社会のもつ美に反する性質に嫌悪感を覚え、画壇の闘争的な実証主義に支えられつつ、すべての新ロマン主義的なロシアの美術家を糾合しようとした。
かつてのロマン主義者のように、『芸術世界』の同人は、古い時代の美術作品、とりわけ伝統的な民芸品や18世紀のロココ美術について、理解と保管を広めようとした。『芸術世界』同人によって最も評価された画家は、おそらくアントワーヌ・ワトーであろう。
このように復古主義的な事業を、『芸術世界』の同人たちは、いわば自己パロディの精神によってユーモラスに繰り広げた。彼らが耽溺したものは、仮面やマリオネット、謝肉祭に人形劇、そして夢とメルヒェンであった。グロテスクなものや愉快なものが、まじめなものや情緒的なものに勝るとされた。お気に入りの土地はヴェネツィアであった。こうしてディアギレフやストラヴィンスキーは、自分の埋葬場所にヴェネツィアを選んだのである。
表現手段について言えば、『芸術世界』は、油彩よりも、水彩やグワッシュの軽い質感や透明感を好んだ。「各家庭に芸術を｣を標榜して、しばしばインテリアのデザインや装幀を手懸けた。バクストとベノワは、《ペトルーシュカ》（1911年）や《牧神の午後》（1912年）のための革新的な装飾（デコール）によって、舞台美術に革命をもたらした。